# Parapoecilimon antalyaensis
Parapoecilimon antalyaensis is een rechtvleugelig insect uit de familie sabelsprinkhanen (Tettigoniidae). De wetenschappelijke naam van deze soort is voor het eerst geldig gepubliceerd in 1975 door Karabag.